# Grand Prix de Wallonie 1992
La 33e édition du Grand Prix de Wallonie a eu lieu le 28 mai 1992. Elle a été remportée par le Néerlandais Danny Nelissen.

## Classement final
Danny Nelissen remporte la course en parcourant les 203,7 kilomètres en 5 h 27 à la vitesse moyenne de 37,376 km/h.
| Classement final, | Classement final,    | Classement final, | Classement final,            | Classement final, |
|                   | Coureur              | Pays              | Équipe                       | Temps             |
| ----------------- | -------------------- | ----------------- | ---------------------------- | ----------------- |
| 1er               | Danny Nelissen       | Pays-Bas          | PDM-Ultima-Concorde          | en 5 h 27 min 0 s |
| 2e                | Marc Bouillon        | Belgique          | Collstrop-Garden Wood-Histor |                   |
| 3e                | Sammie Moreels       | Belgique          | Lotto-Mavic-MBK              | 1 min 9 s         |
| 4e                | Dominik Krieger      | Allemagne         | Helvetia-Commodore           |                   |
| 5e                | Fabian Jeker         | Suisse            | Helvetia-Commodore           |                   |
| 6e                | Marek Kulas          | Pologne           | La William-Duvel             |                   |
| 7e                | Edwig Van Hooydonck  | Belgique          | Buckler-Colnago-Decca        |                   |
| 8e                | Frank Van Den Abeele | Belgique          | Lotto-Mavic-MBK              |                   |
| 9e                | Benny Heylen         | Belgique          | La William-Duvel             |                   |
| 10e               | Maarten den Bakker   | Pays-Bas          | PDM-Ultima-Concorde          |                   |
| modifier          |                      |                   |                              |                   |